# Llista d'asteroides/160401-160500
| Nom           | Designació provisional | Data de descobriment   | Lloc de descobriment | Descobridor/s                          |
| ------------- | ---------------------- | ---------------------- | -------------------- | -------------------------------------- |
| 160401 -      | 2004 RC120             | 7 de setembre de 2004  | Kitt Peak            | Spacewatch                             |
| 160402 -      | 2004 RU192             | 10 de setembre de 2004 | Socorro              | LINEAR                                 |
| 160403 -      | 2004 RE194             | 10 de setembre de 2004 | Socorro              | LINEAR                                 |
| 160404 -      | 2004 RC196             | 10 de setembre de 2004 | Socorro              | LINEAR                                 |
| 160405 -      | 2004 RO201             | 10 de setembre de 2004 | Kitt Peak            | Spacewatch                             |
| 160406 -      | 2004 TR10              | 7 d'octubre de 2004    | Socorro              | LINEAR                                 |
| 160407 -      | 2004 TP115             | 4 d'octubre de 2004    | Kitt Peak            | Spacewatch                             |
| 160408 -      | 2004 VD7               | 3 de novembre de 2004  | Kitt Peak            | Spacewatch                             |
| 160409 -      | 2004 VJ7               | 3 de novembre de 2004  | Kitt Peak            | Spacewatch                             |
| 160410 -      | 2004 VW15              | 2 de novembre de 2004  | Anderson Mesa        | LONEOS                                 |
| 160411 -      | 2004 VC63              | 7 de novembre de 2004  | Socorro              | LINEAR                                 |
| 160412 -      | 2004 XO8               | 2 de desembre de 2004  | Socorro              | LINEAR                                 |
| 160413 -      | 2004 XF25              | 9 de desembre de 2004  | Catalina             | CSS                                    |
| 160414 -      | 2004 XW32              | 10 de desembre de 2004 | Socorro              | LINEAR                                 |
| 160415 -      | 2004 XA78              | 10 de desembre de 2004 | Socorro              | LINEAR                                 |
| 160416 -      | 2004 YP2               | 16 de desembre de 2004 | Catalina             | CSS                                    |
| 160417 -      | 2004 YL22              | 18 de desembre de 2004 | Mount Lemmon         | Mount Lemmon Survey                    |
| 160418 -      | 2005 AR8               | 6 de gener de 2005     | Catalina             | CSS                                    |
| 160419 -      | 2005 AA55              | 15 de gener de 2005    | Catalina             | CSS                                    |
| 160420 -      | 2005 AZ65              | 13 de gener de 2005    | Kitt Peak            | Spacewatch                             |
| 160421 -      | 2005 BG13              | 17 de gener de 2005    | Socorro              | LINEAR                                 |
| 160422 -      | 2005 CD22              | 3 de febrer de 2005    | Socorro              | LINEAR                                 |
| 160423 -      | 2005 EU10              | 2 de març de 2005      | Kitt Peak            | Spacewatch                             |
| 160424 -      | 2005 EM243             | 11 de març de 2005     | Anderson Mesa        | LONEOS                                 |
| 160425 -      | 2005 JF                | 2 de maig de 2005      | Reedy Creek          | J. Broughton                           |
| 160426 -      | 2005 QL114             | 27 d'agost de 2005     | Palomar              | NEAT                                   |
| 160427 -      | 2005 RL43              | 3 de setembre de 2005  | Apache Point         | A. C. Becker, A. W. Puckett, J. Kubica |
| 160428 -      | 2005 SV12              | 24 de setembre de 2005 | Kitt Peak            | Spacewatch                             |
| 160429 -      | 2005 SZ26              | 23 de setembre de 2005 | Kitt Peak            | Spacewatch                             |
| 160430 -      | 2005 SQ30              | 23 de setembre de 2005 | Kitt Peak            | Spacewatch                             |
| 160431 -      | 2005 ST33              | 23 de setembre de 2005 | Kitt Peak            | Spacewatch                             |
| 160432 -      | 2005 SF74              | 24 de setembre de 2005 | Kitt Peak            | Spacewatch                             |
| 160433 -      | 2005 SJ75              | 24 de setembre de 2005 | Kitt Peak            | Spacewatch                             |
| 160434 -      | 2005 SM75              | 24 de setembre de 2005 | Kitt Peak            | Spacewatch                             |
| 160435 -      | 2005 SA78              | 24 de setembre de 2005 | Kitt Peak            | Spacewatch                             |
| 160436 -      | 2005 SX128             | 29 de setembre de 2005 | Palomar              | NEAT                                   |
| 160437 -      | 2005 SS139             | 25 de setembre de 2005 | Kitt Peak            | Spacewatch                             |
| 160438 -      | 2005 SP140             | 25 de setembre de 2005 | Kitt Peak            | Spacewatch                             |
| 160439 -      | 2005 SS204             | 30 de setembre de 2005 | Anderson Mesa        | LONEOS                                 |
| 160440 -      | 2005 SJ239             | 30 de setembre de 2005 | Kitt Peak            | Spacewatch                             |
| 160441 -      | 2005 SW252             | 24 de setembre de 2005 | Palomar              | NEAT                                   |
| 160442 -      | 2005 SE253             | 24 de setembre de 2005 | Palomar              | NEAT                                   |
| 160443 -      | 2005 TP36              | 1 d'octubre de 2005    | Mount Lemmon         | Mount Lemmon Survey                    |
| 160444 -      | 2005 TP54              | 1 d'octubre de 2005    | Catalina             | CSS                                    |
| 160445 -      | 2005 TU78              | 7 d'octubre de 2005    | Catalina             | CSS                                    |
| 160446 -      | 2005 UG227             | 25 d'octubre de 2005   | Kitt Peak            | Spacewatch                             |
| 160447 -      | 2005 UQ245             | 26 d'octubre de 2005   | Kitt Peak            | Spacewatch                             |
| 160448 -      | 2005 UK433             | 28 d'octubre de 2005   | Kitt Peak            | Spacewatch                             |
| 160449 -      | 2005 US433             | 28 d'octubre de 2005   | Kitt Peak            | Spacewatch                             |
| 160450 -      | 2005 UX475             | 22 d'octubre de 2005   | Catalina             | CSS                                    |
| 160451 -      | 2005 UO496             | 26 d'octubre de 2005   | Palomar              | NEAT                                   |
| 160452 -      | 2005 UK498             | 27 d'octubre de 2005   | Catalina             | CSS                                    |
| 160453 -      | 2005 VK118             | 12 de novembre de 2005 | Socorro              | LINEAR                                 |
| 160454 -      | 2005 WU27              | 21 de novembre de 2005 | Kitt Peak            | Spacewatch                             |
| 160455 -      | 2005 WX81              | 28 de novembre de 2005 | Socorro              | LINEAR                                 |
| 160456 -      | 2005 WH117             | 28 de novembre de 2005 | Socorro              | LINEAR                                 |
| 160457 -      | 2005 YW168             | 29 de desembre de 2005 | Palomar              | NEAT                                   |
| 160458 -      | 2005 YT174             | 29 de desembre de 2005 | Palomar              | NEAT                                   |
| 160459 -      | 2005 YL188             | 28 de desembre de 2005 | Mount Lemmon         | Mount Lemmon Survey                    |
| 160460 -      | 2006 BH22              | 22 de gener de 2006    | Mount Lemmon         | Mount Lemmon Survey                    |
| 160461 -      | 2006 BG38              | 23 de gener de 2006    | Mount Lemmon         | Mount Lemmon Survey                    |
| 160462 -      | 2006 BR73              | 23 de gener de 2006    | Kitt Peak            | Spacewatch                             |
| 160463 -      | 2006 BJ118             | 26 de gener de 2006    | Kitt Peak            | Spacewatch                             |
| 160464 -      | 2006 BQ145             | 23 de gener de 2006    | Catalina             | CSS                                    |
| 160465 -      | 2006 BL226             | 30 de gener de 2006    | Kitt Peak            | Spacewatch                             |
| 160466 -      | 2006 CL47              | 3 de febrer de 2006    | Kitt Peak            | Spacewatch                             |
| 160467 -      | 2006 DC63              | 22 de febrer de 2006   | Mount Lemmon         | Mount Lemmon Survey                    |
| 160468 -      | 2006 DZ67              | 24 de febrer de 2006   | Palomar              | NEAT                                   |
| 160469 -      | 2006 DK114             | 27 de febrer de 2006   | Catalina             | CSS                                    |
| 160470 -      | 2006 FG20              | 23 de març de 2006     | Mount Lemmon         | Mount Lemmon Survey                    |
| 160471 -      | 2006 FB49              | 25 de març de 2006     | Catalina             | CSS                                    |
| 160472 -      | 2006 HM35              | 19 d'abril de 2006     | Catalina             | CSS                                    |
| 160473 -      | 2006 HO83              | 26 d'abril de 2006     | Kitt Peak            | Spacewatch                             |
| 160474 -      | 2006 JM31              | 3 de maig de 2006      | Kitt Peak            | Spacewatch                             |
| 160475 -      | 2006 KR12              | 20 de maig de 2006     | Kitt Peak            | Spacewatch                             |
| 160476 -      | 2006 SO124             | 19 de setembre de 2006 | Catalina             | CSS                                    |
| 160477 -      | 2006 VF148             | 15 de novembre de 2006 | Mount Lemmon         | Mount Lemmon Survey                    |
| 160478 -      | 2006 WO82              | 18 de novembre de 2006 | Kitt Peak            | Spacewatch                             |
| 160479 -      | 2006 WJ168             | 23 de novembre de 2006 | Kitt Peak            | Spacewatch                             |
| 160480 -      | 2006 XE26              | 12 de desembre de 2006 | Catalina             | CSS                                    |
| 160481 -      | 2006 XH32              | 9 de desembre de 2006  | Kitt Peak            | Spacewatch                             |
| 160482 -      | 2007 AM5               | 8 de gener de 2007     | Mount Lemmon         | Mount Lemmon Survey                    |
| 160483 -      | 2007 AS14              | 10 de gener de 2007    | Kitt Peak            | Spacewatch                             |
| 160484 -      | 2007 AF27              | 10 de gener de 2007    | Kitt Peak            | Spacewatch                             |
| 160485 -      | 2007 BL2               | 16 de gener de 2007    | Anderson Mesa        | LONEOS                                 |
| 160486 -      | 2007 BU18              | 17 de gener de 2007    | Kitt Peak            | Spacewatch                             |
| 160487 -      | 2007 BL20              | 23 de gener de 2007    | Anderson Mesa        | LONEOS                                 |
| 160488 -      | 2007 BD33              | 24 de gener de 2007    | Mount Lemmon         | Mount Lemmon Survey                    |
| 160489 -      | 2007 BV44              | 25 de gener de 2007    | Catalina             | CSS                                    |
| 160490 -      | 2007 BB45              | 25 de gener de 2007    | Catalina             | CSS                                    |
| 160491 -      | 2007 CC11              | 6 de febrer de 2007    | Mount Lemmon         | Mount Lemmon Survey                    |
| 160492 -      | 2007 CU11              | 6 de febrer de 2007    | Palomar              | NEAT                                   |
| 160493 Nantou | 2007 CD13              | 6 de febrer de 2007    | Lulin Observatory    | H.-C. Lin, Q.-z. Ye                    |
| 160494 -      | 2007 CG20              | 6 de febrer de 2007    | Palomar              | NEAT                                   |
| 160495 -      | 2007 CG24              | 8 de febrer de 2007    | Catalina             | CSS                                    |
| 160496 -      | 2007 CE55              | 10 de febrer de 2007   | Catalina             | CSS                                    |
| 160497 -      | 2007 CH56              | 15 de febrer de 2007   | Catalina             | CSS                                    |
| 160498 -      | 2007 CO56              | 15 de febrer de 2007   | Catalina             | CSS                                    |
| 160499 -      | 2007 DZ6               | 16 de febrer de 2007   | Catalina             | CSS                                    |
| 160500 -      | 2007 DC32              | 17 de febrer de 2007   | Kitt Peak            | Spacewatch                             |